# Santibáñez de Vidriales
Santibáñez de Vidriales – gmina w Hiszpanii, w prowincji Zamora, w Kastylii i León, o powierzchni 75,88 km². W 2011 roku gmina liczyła 1140 mieszkańców.